# Marek Fiedler
Marek Fiedler (ur. 29 maja 1947 w Londynie) – polski pisarz, podróżnik, dyrektor Muzeum-Pracowni Literackiej Arkadego Fiedlera w Puszczykowie.

## Życiorys
Wnuk wydawcy Antoniego Fiedlera, syn Włoszki Marii Maccariello oraz podróżnika i przyrodnika Arkadego Fiedlera.
Ukończył studia prawnicze na UAM w Poznaniu.
Prywatne Muzeum-Pracownię  z Ogrodem Kultur i Tolerancji założył w 1974 wraz z ojcem Arkadym, bratem Arkadym Radosławem i żoną Krystyną w rodzinnym domu w Puszczykowie.
Zafascynowany światem Indian, napisał powieści, poświęcone wielkim dziewiętnastowiecznym wodzom Dakotów: Szalonemu Koniowi („Szalony Koń”)  i  Siedzącemu Bykowi („Siedzący Byk”). Wspólnie z ojcem Arkadym napisał Ród Indian Algonkinów i  Indiański Napoleon Gór Skalistych. Odbył podróże, które zaowocowały wystawami fotograficznymi: Meksyk-śladami Pierzastego Węża (razem z synem Radosławem),  W poszukiwaniu śladów Dywizjonu 303 i W krainie Inków (razem  z synem Markiem Oliwierem).

## Twórczość
- Szalony Koń (Wydawnictwo Poznańskie, 1988, ISBN 83-210-0734-1)
- Siedzący Byk (Wydawnictwo Zielona Sowa, 2006, ISBN 83-7435-289-2; seria: Na Szlaku Wielkiej Przygody)
- Mała wielka Wyspa Wielkanocna (Edipresse Polska SA, 2017, ISBN 978-83-7945-774-8)
- Dziewczyna, która pomogła Ameryce osiągnąć wielkość (Wydawnictwo Bernardinum, 2025, ISBN 978-83-8333-354-0)

### Wspólnie z Arkadym Fiedlerem
- Indiański Napoleon Gór Skalistych (Wydawnictwo Poznańskie, 1982, ISBN 83-210-0233-1)
- Ród Indian Algonkinów (Wydawnictwo Poznańskie, 1984, ISBN 83-210-0392-3)

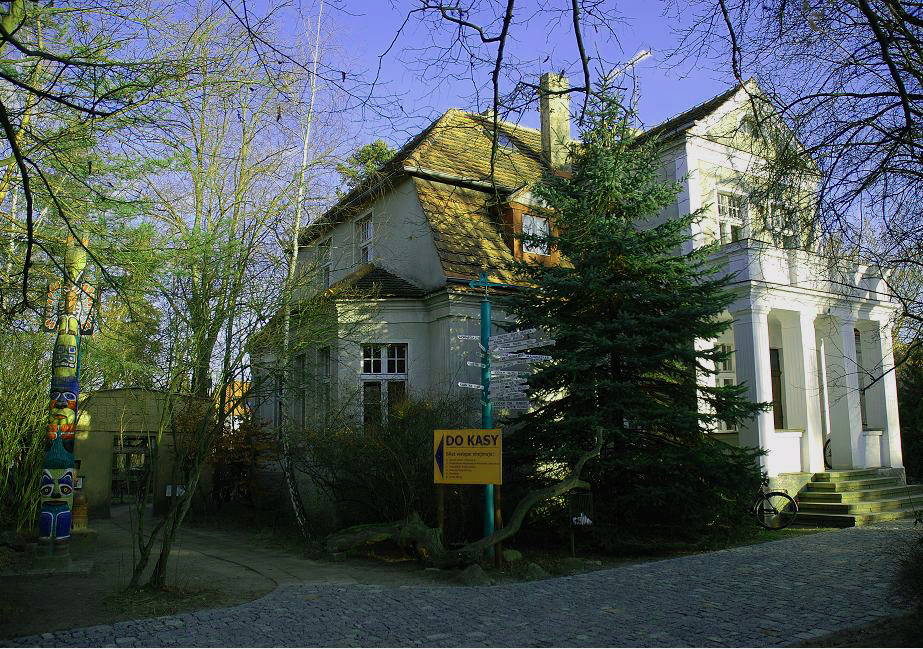
Muzeum – Pracownia Literacka Arkadego Fiedlera w Puszczykowie - fragment Ogrodu Kultur i Tolerancji